# Nancy Andrews

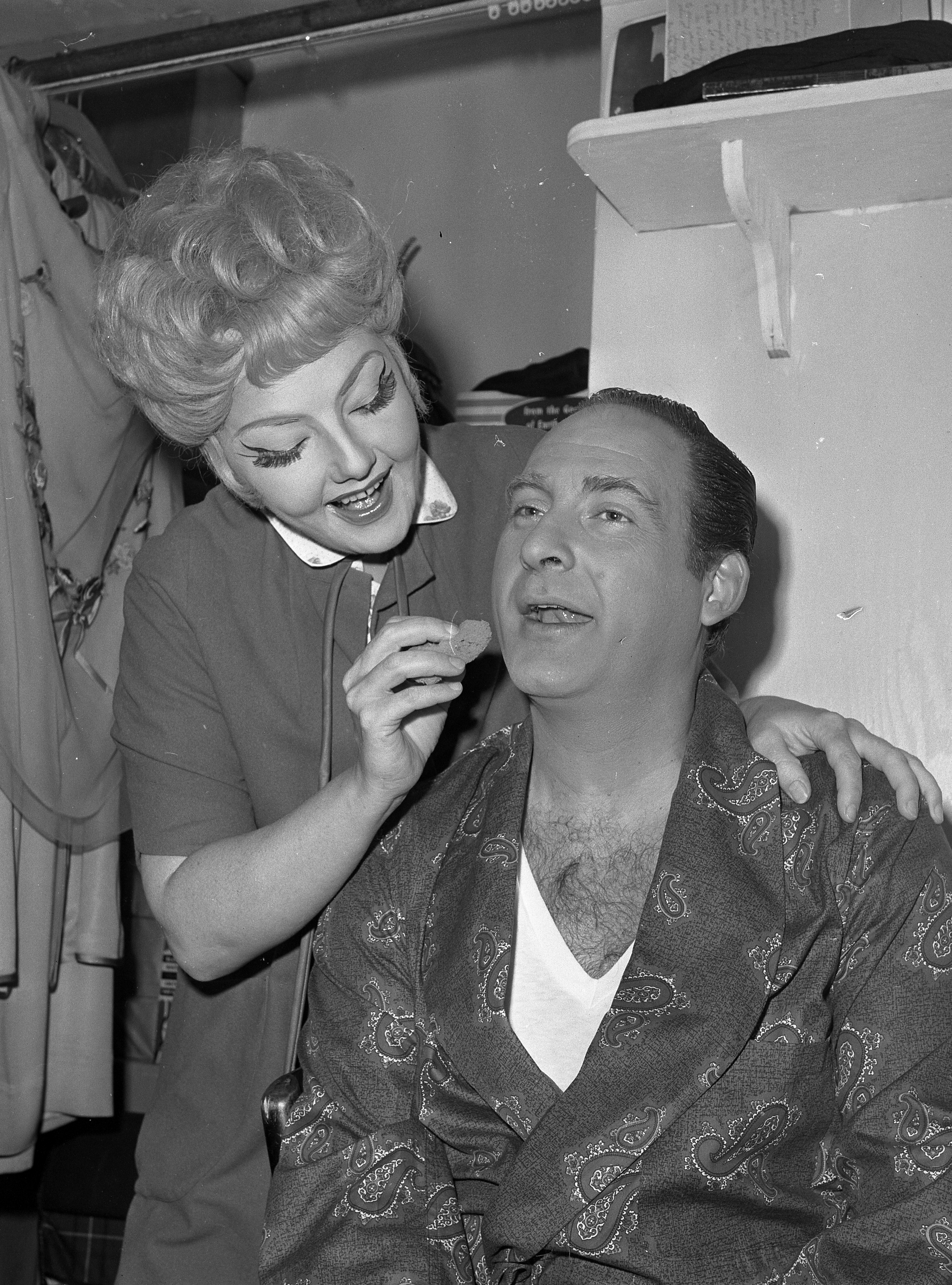
Nancy Andrews mit dem Schauspieler Sid Caesar (1964)

Nancy Currier Andrews (* 16. Dezember 1924 in Minneapolis, Minnesota; † 29. Juli 1989 in Queens, New York City) war eine US-amerikanische Schauspielerin.
Andrews war von 1945 bis 1952 mit Parke N. Bossart verheiratet und hat ein Kind.

## Filmografie
- 1954: Kraft Television Theatre (Fernsehserie, eine Folge)
- 1964: Camera Three (Fernsehserie, eine Folge)
- 1965: Kibbee Hates Fish (Fernsehfilm)
- 1966: Pistolen und Petticoats (Pistols ’n Petticoats, Fernsehserie, eine Folge)
- 1967: Verliebt in eine Hexe (Bewitched, Fernsehserie, eine Folge)
- 1970: The Sidelong Glances of a Pidgeon Kicker
- 1971: Made for Each Other
- 1973: Sommerwünsche – Winterträume (Summer Wishes, Winter Dreams)
- 1973: Der Werwolf von Washington (The Werewolf of Washington)
- 1975: Ein Supertyp haut auf die Pauke (W.W. and the Dixie Dancekings)
- 1980: Countdown in Manhattan (Night of the Juggler)
- 1981: Herzbube mit zwei Damen (Three’s Company, Fernsehserie, eine Folge)
- 1981: Twirl (Fernsehfilm)
- 1982: Kangaroos in the Kitchen (Fernsehfilm)
- 1984: Matt Huston (Fernsehserie, eine Folge)